# شيروباكو
شيروباكو (باليابانية: シロバコ، بالروماجي: Shirobako) هو مسلسل أنمي تلفزيوني أصلي، من إخراج تسوتومو ميزوشيما، ومن إنتاج استوديو P.A.Works، عرض الأنمي في 9 أكتوبر عام 2014 واستمر عرضه في 26 مارس عام 2015، وتكون 24 حلقة.

## القصة
تدور أحداث القصة عن آوي مياموري وصديقاتها، اللاتي يعمل في صناعة الأنمي ويحلمن في إنتاج أنمي معا.

## الشخصيات

### الشخصيات الرئيسية
آوي مياموري (باليابانية: 宮森 あおい، بالروماجي: Miyamori Aoi)
أداء صوتي: جوري كيمورا
إيما ياسوهارا (باليابانية: 安原 絵麻، بالروماجي: Yasuhara Ema)
أداء صوتي: هاروكا يوشيمورا
شيزوكا ساكاكي (باليابانية: 坂木 しずか، بالروماجي: Sakaki Shizuka)
أداء صوتي: هاروكا تشيسوغا
ميسا تودو (باليابانية: 藤堂 美沙، بالروماجي: Tōdō Misa)
أداء صوتي: أسامي تاكانو
ميدوري إيماي (باليابانية: 今井 みどり، بالروماجي: Imai Midori)
أداء صوتي: هيتومي أوادا

### ماساشينو أنيميشن
يوتاكا هوندا (باليابانية: 本田 豊، بالروماجي: Honda Yutaka)
أداء صوتي: شويا نيشيجي
تارو تاكاناشي (باليابانية: 高梨 太郎، بالروماجي: Takanashi Tarō)
أداء صوتي: هيرويوكي يوشينو
إيريكا يانو (باليابانية: 矢野 エリカ، بالروماجي: Yano Erika)
أداء صوتي: يوري ياماوكا
تاتسويا أوتشياي (باليابانية: 落合 達也، بالروماجي: Ochiai Tatsuya)
أداء صوتي: يوشيتسوغو ماتسوؤكا
تسوباكي أندو (باليابانية: 安藤 つばき، بالروماجي: Andō Tsubaki)
أداء صوتي: إيكومي هياما
سارا ساتو (باليابانية: 佐藤 沙羅، بالروماجي: Satō Sara)
أداء صوتي: مادوكا يونيزوا
دايسكي هيراوكا (باليابانية: 平岡 大輔، بالروماجي: Hiraoka Daisuke)
أداء صوتي: يوسكي كوباياشي
رينكو أوغاساوارا (باليابانية: 小笠原 綸子، بالروماجي: Ogasawara Rinko)
أداء صوتي: آي كايانو
يومي إيغوتشي (باليابانية: 井口 祐未، بالروماجي: Iguchi Yumi)
أداء صوتي: مانامي نوماكورا
ريوسوكي إيندو (باليابانية: 遠藤 亮介، بالروماجي: Endō Ryōsuke)
أداء صوتي: شينوبو ماتسوموتو
أكاني أوتشيدا (باليابانية: 内田 茜، بالروماجي: Uchida Akane)
أداء صوتي: ريي تاكاهاشي
هيكارو هوتا (باليابانية: 堀田 光، بالروماجي: Hotta Hikaru)
أداء صوتي: ريكي كيتازاوا
آي كونوغي (باليابانية: 久乃木 愛، بالروماجي: Kunogi Ai)
أداء صوتي: شيوري إيزاوا
شيغيرو سوغي (باليابانية: 杉江 茂، بالروماجي: Sugie Shigeru)
أداء صوتي: موتوي كوياناغي، شينيا تاكاهاشي (أيام الشباب)

## وصلات خارجية
- الموقع الرسمي باللغة اليابانية
- موقع الفيلم الرسمي باللغة اليابانية
- شيروباكو على موقع IMDb (الإنجليزية)
- شيروباكو على موقع كينوبويسك (الروسية)
- شيروباكو على موقع قاعدة بيانات الفيلم (الإنجليزية)
- شيروباكو على موقع ANN anime (الإنجليزية)